# ФАБ-5000НГ
ФАБ-5000НГ — радянська авіаційна бомба.

## Історія створення
Даний тип потужних авіаційних бомб був створений для бомбардувань великих скупчень військ, руйнування стратегічних об'єктів та залізниць. Цей тип бомб з'явився після невдалої спроби перетворити застарілий літак ТБ-3 на літак-снаряд (прообраз крилатої ракети). Спеціально для бомби було розроблено особливо потужну суміш вибухових речовин — ТГА (тринітротолуол, гексоген, алюміній), яке згодом застосовувалося у нових, потужніших модифікаціях ФАБ-2000.
Носієм такого потужного боєприпасу став бомбардувальник Пе-8. Незважаючи на нестандартну для Пе-8 вагу і розмір бомби (стулки бомболюків з новою бомбою не закривалися, а перевантаження перевищувало тонну), державні випробування пройшли успішно і в 1943 бомба була поставлена на озброєння.

## Бойове застосування
28 квітня 1943 року перші серійні бомби були скинуті на берегові укріплення Кенігсберга. Ця бомба була використана при бомбардуванні різних укріплених споруд (фортець, берегових укріплень) і стратегічних об'єктів (фабрик, аеродромів). Але, зважаючи на велику вагу, відсутності досвіду бомбардування даного боєприпасу та обмеженої пристосованості літака-носія, польоти на стратегічні дальності з цією бомбою і масові польоти з нею були неможливі.
Існують відомості про застосування цієї бомби в боях на Курській дузі та при звільненні Орла. Оскільки бомби застосовувалися поблизу лінії фронту, їх відмовилися застосовувати через ризик ураження своїх військ. Дві такі бомби були скинуті на Гельсінкі у лютому 1944 року. Останні бомби були застосовані на фортах фортеці Кенігсберг 7 квітня 1945 року.
Імовірно, цей боєприпас міг використовуватися 840 ТБАП і 402 ТБАП при бомбардуванні укріплених вогневих позицій моджахедів в Афганістані.